# Erhetu (Ort)
Erhetu (Erheto) ist ein osttimoresischer Ort im Suco Fatubossa (Verwaltungsamt Aileu, Gemeinde Aileu).

## Geographie und Einrichtungen
Erhetu liegt im Zentrum der Aldeia Erhetu auf einer Meereshöhle von 1726 m. Eine kleine Straße, die die Aldeia von Südwesten nach Norden durchläuft, durchquert das Dorf, dessen Gebäude sich weitläufig einzeln oder in kleinen Gruppen um sie herum verteilen. In dem Dorf befinden sich die Grundschule Erhetu (portugiesisch Escola Básico Erhetu) und die Kapelle Santo Vicente. Nördlich liegt das Dorf Urhua (Aldeia Urhua) und östlich das Dorf Sicate (Aldeia Caicasa).